# 1956 en els vols espacials
Aquest article és una llista d'esdeveniments de vols espacials relacionats que es van produir el 1956.

## Llançaments
| Data i hora (UTC)    | Coet                                                                               | Coet                                    | Plataforma de llançament                 | Plataforma de llançament                 | LSP                                                                                       | LSP                                                                                       |
| -------------------- | ---------------------------------------------------------------------------------- | --------------------------------------- | ---------------------------------------- | ---------------------------------------- | ----------------------------------------------------------------------------------------- | ----------------------------------------------------------------------------------------- |
| Data i hora (UTC)    | Càrrega útil                                                                       | Operador                                | Òrbita                                   | Funció                                   | Deteriorament (UTC)                                                                       | Resultat                                                                                  |
| Data i hora (UTC)    | Comentaris                                                                         |                                         |                                          |                                          |                                                                                           |                                                                                           |
| Gener                |                                                                                    |                                         |                                          |                                          |                                                                                           |                                                                                           |
| 19 de gener          | Unió Soviètica - R-11M Zemlya                                                      | Unió Soviètica - R-11M Zemlya           | Unió Soviètica - Kapustin Iar            | Unió Soviètica - Kapustin Iar            | Unió Soviètica - OKB-1                                                                    | Unió Soviètica - OKB-1                                                                    |
| 19 de gener          |                                                                                    | OKB-1                                   | Suborbital                               | Prova de míssils                         | 19 de gener                                                                               | Desconegut                                                                                |
| 19 de gener          | Apogeu: 150 km                                                                     |                                         |                                          |                                          |                                                                                           |                                                                                           |
| 20 de gener          | Estats Units - X-17                                                                | Estats Units - X-17                     | Estats Units - Cape Canaveral LC-3       | Estats Units - Cape Canaveral LC-3       | Estats Units - Força Aèria dels Estats Units d'Amèrica                                    | Estats Units - Força Aèria dels Estats Units d'Amèrica                                    |
| 20 de gener          |                                                                                    | Força Aèria dels Estats Units d'Amèrica | Suborbital                               | Vol de proves                            | 20 de gener                                                                               | Reeixit                                                                                   |
| 20 de gener          | Apogeu: 132 km                                                                     |                                         |                                          |                                          |                                                                                           |                                                                                           |
| 21 de gener          | Alemanya - Unió Soviètica - R-1                                                    | Alemanya - Unió Soviètica - R-1         | Unió Soviètica - Kapustin Iar            | Unió Soviètica - Kapustin Iar            | Unió Soviètica - OKB-1                                                                    | Unió Soviètica - OKB-1                                                                    |
| 21 de gener          |                                                                                    | OKB-1                                   | Suborbital                               | Prova de míssils                         | 21 de gener                                                                               | Reeixit                                                                                   |
| 21 de gener          | Apogeu: 100 km                                                                     |                                         |                                          |                                          |                                                                                           |                                                                                           |
| 24 de gener          | Alemanya - Unió Soviètica - R-1                                                    | Alemanya - Unió Soviètica - R-1         | Unió Soviètica - Kapustin Iar            | Unió Soviètica - Kapustin Iar            | Unió Soviètica - OKB-1                                                                    | Unió Soviètica - OKB-1                                                                    |
| 24 de gener          |                                                                                    | OKB-1                                   | Suborbital                               | Prova de míssils                         | 24 de gener                                                                               | Error de llançament                                                                       |
| Gener                | Unió Soviètica - R-5 Pobeda                                                        | Unió Soviètica - R-5 Pobeda             | Unió Soviètica - Kapustin Iar            | Unió Soviètica - Kapustin Iar            | Unió Soviètica - OKB-1                                                                    | Unió Soviètica - OKB-1                                                                    |
| Gener                |                                                                                    | OKB-1                                   | Suborbital                               | Prova de míssils                         | rowspan=1                                                                                 | Reeixit                                                                                   |
| Gener                | Apogeu: 500 km                                                                     |                                         |                                          |                                          |                                                                                           |                                                                                           |
| Gener                | Unió Soviètica - R-5 Pobeda                                                        | Unió Soviètica - R-5 Pobeda             | Unió Soviètica - Kapustin Iar            | Unió Soviètica - Kapustin Iar            | Unió Soviètica - OKB-1                                                                    | Unió Soviètica - OKB-1                                                                    |
| Gener                |                                                                                    | OKB-1                                   | Suborbital                               | Prova de míssils                         | rowspan=1                                                                                 | Reeixit                                                                                   |
| Gener                | Apogeu: 500 km                                                                     |                                         |                                          |                                          |                                                                                           |                                                                                           |
| Gener                | Unió Soviètica - R-5 Pobeda                                                        | Unió Soviètica - R-5 Pobeda             | Unió Soviètica - Kapustin Iar            | Unió Soviètica - Kapustin Iar            | Unió Soviètica - OKB-1                                                                    | Unió Soviètica - OKB-1                                                                    |
| Gener                |                                                                                    | OKB-1                                   | Suborbital                               | Prova de míssils                         | rowspan=1                                                                                 | Reeixit                                                                                   |
| Gener                | Apogeu: 500 km                                                                     |                                         |                                          |                                          |                                                                                           |                                                                                           |
| Gener                | Unió Soviètica - R-5 Pobeda                                                        | Unió Soviètica - R-5 Pobeda             | Unió Soviètica - Kapustin Iar            | Unió Soviètica - Kapustin Iar            | Unió Soviètica - OKB-1                                                                    | Unió Soviètica - OKB-1                                                                    |
| Gener                |                                                                                    | OKB-1                                   | Suborbital                               | Prova de míssils                         | rowspan=1                                                                                 | Reeixit                                                                                   |
| Gener                | Apogeu: 500 km                                                                     |                                         |                                          |                                          |                                                                                           |                                                                                           |
| Gener                | Unió Soviètica - R-11M Zemlya                                                      | Unió Soviètica - R-11M Zemlya           | Unió Soviètica - Kapustin Iar            | Unió Soviètica - Kapustin Iar            | Unió Soviètica - OKB-1                                                                    | Unió Soviètica - OKB-1                                                                    |
| Gener                |                                                                                    | OKB-1                                   | Suborbital                               | Prova de míssils                         | rowspan=1                                                                                 | Desconegut                                                                                |
| Gener                | Apogeu: 150 km                                                                     |                                         |                                          |                                          |                                                                                           |                                                                                           |
| Febrer               |                                                                                    |                                         |                                          |                                          |                                                                                           |                                                                                           |
| 2 de febrer          | Unió Soviètica - R-5 Pobeda                                                        | Unió Soviètica - R-5 Pobeda             | Unió Soviètica - Kapustin Iar            | Unió Soviètica - Kapustin Iar            | Unió Soviètica - OKB-1                                                                    | Unió Soviètica - OKB-1                                                                    |
| 2 de febrer          | Unió Soviètica - Baykal                                                            | MVS                                     | Suborbital                               | Prova nuclear                            | 2 de febrer                                                                               | Reeixit                                                                                   |
| 2 de febrer          | Apogeu: 500 km, primer llançament d'un míssil transportant un cap nuclear actiu    |                                         |                                          |                                          |                                                                                           |                                                                                           |
| 13 de febrer         | Alemanya - Unió Soviètica - R-1                                                    | Alemanya - Unió Soviètica - R-1         | Unió Soviètica - Kapustin Iar            | Unió Soviètica - Kapustin Iar            | Unió Soviètica - OKB-1                                                                    | Unió Soviètica - OKB-1                                                                    |
| 13 de febrer         |                                                                                    | OKB-1                                   | Suborbital                               | Prova de míssils                         | 13 de febrer                                                                              | Reeixit                                                                                   |
| 13 de febrer         | Apogeu: 100 km                                                                     |                                         |                                          |                                          |                                                                                           |                                                                                           |
| 14 de febrer         | Alemanya - Unió Soviètica - R-1                                                    | Alemanya - Unió Soviètica - R-1         | Unió Soviètica - Kapustin Iar            | Unió Soviètica - Kapustin Iar            | Unió Soviètica - OKB-1                                                                    | Unió Soviètica - OKB-1                                                                    |
| 14 de febrer         |                                                                                    | OKB-1                                   | Suborbital                               | Prova de míssils                         | 14 de febrer                                                                              | Reeixit                                                                                   |
| 14 de febrer         | Apogeu: 100 km                                                                     |                                         |                                          |                                          |                                                                                           |                                                                                           |
| 16 de febrer         | Unió Soviètica - R-5 Pobeda                                                        | Unió Soviètica - R-5 Pobeda             | Unió Soviètica - Kapustin Iar            | Unió Soviètica - Kapustin Iar            | Unió Soviètica - OKB-1                                                                    | Unió Soviètica - OKB-1                                                                    |
| 16 de febrer         |                                                                                    | MVS                                     | Suborbital                               | Tecnologia                               | 16 de febrer                                                                              | Reeixit                                                                                   |
| 16 de febrer         | Apogeu: 500 km                                                                     |                                         |                                          |                                          |                                                                                           |                                                                                           |
| Febrer               | Unió Soviètica - R-5 Pobeda                                                        | Unió Soviètica - R-5 Pobeda             | Unió Soviètica - Kapustin Iar            | Unió Soviètica - Kapustin Iar            | Unió Soviètica - OKB-1                                                                    | Unió Soviètica - OKB-1                                                                    |
| Febrer               |                                                                                    | MVS                                     | Suborbital                               | Tecnologia                               | rowspan=1                                                                                 | Reeixit                                                                                   |
| Febrer               | Apogeu: 500 km                                                                     |                                         |                                          |                                          |                                                                                           |                                                                                           |
| Març                 |                                                                                    |                                         |                                          |                                          |                                                                                           |                                                                                           |
| 5 de març            | Estats Units - X-17                                                                | Estats Units - X-17                     | Estats Units - Cape Canaveral LC-3       | Estats Units - Cape Canaveral LC-3       | Estats Units - Força Aèria dels Estats Units d'Amèrica                                    | Estats Units - Força Aèria dels Estats Units d'Amèrica                                    |
| 5 de març            |                                                                                    | Força Aèria dels Estats Units d'Amèrica | Suborbital                               | Vol de proves                            | 5 de març                                                                                 | Reeixit                                                                                   |
| 5 de març            | Apogeu: 116 km                                                                     |                                         |                                          |                                          |                                                                                           |                                                                                           |
| 14 de març 08:45     | Estats Units - Aerobee RTV-A-1a                                                    | Estats Units - Aerobee RTV-A-1a         | Estats Units - Holloman LC-A             | Estats Units - Holloman LC-A             | Estats Units - Força Aèria dels Estats Units d'Amèrica                                    | Estats Units - Força Aèria dels Estats Units d'Amèrica                                    |
| 14 de març 08:45     |                                                                                    | Força Aèria dels Estats Units d'Amèrica | Suborbital                               | Emissions químiques                      | 14 de març                                                                                | Reeixit                                                                                   |
| 14 de març 08:45     | Apogeu: 106 km                                                                     |                                         |                                          |                                          |                                                                                           |                                                                                           |
| 23 de març           | Unió Soviètica - R-5 Pobeda                                                        | Unió Soviètica - R-5 Pobeda             | Unió Soviètica - Kapustin Iar            | Unió Soviètica - Kapustin Iar            | Unió Soviètica - OKB-1                                                                    | Unió Soviètica - OKB-1                                                                    |
| 23 de març           |                                                                                    | MVS                                     | Suborbital                               | Tecnologia                               | 23 de març                                                                                | Reeixit                                                                                   |
| 23 de març           | Apogeu: 500 km                                                                     |                                         |                                          |                                          |                                                                                           |                                                                                           |
| 28 de març           | Alemanya - Unió Soviètica - R-1                                                    | Alemanya - Unió Soviètica - R-1         | Unió Soviètica - Kapustin Iar            | Unió Soviètica - Kapustin Iar            | Unió Soviètica - OKB-1                                                                    | Unió Soviètica - OKB-1                                                                    |
| 28 de març           |                                                                                    | OKB-1                                   | Suborbital                               | Prova de míssils                         | 28 de març                                                                                | Reeixit                                                                                   |
| 28 de març           | Apogeu: 100 km                                                                     |                                         |                                          |                                          |                                                                                           |                                                                                           |
| Març                 | Unió Soviètica - R-5 Pobeda                                                        | Unió Soviètica - R-5 Pobeda             | Unió Soviètica - Kapustin Iar            | Unió Soviètica - Kapustin Iar            | Unió Soviètica - OKB-1                                                                    | Unió Soviètica - OKB-1                                                                    |
| Març                 |                                                                                    | MVS                                     | Suborbital                               | Tecnologia                               | rowspan=1                                                                                 | Reeixit                                                                                   |
| Març                 | Apogeu: 500 km                                                                     |                                         |                                          |                                          |                                                                                           |                                                                                           |
| Març                 | Unió Soviètica - R-5 Pobeda                                                        | Unió Soviètica - R-5 Pobeda             | Unió Soviètica - Kapustin Iar            | Unió Soviètica - Kapustin Iar            | Unió Soviètica - OKB-1                                                                    | Unió Soviètica - OKB-1                                                                    |
| Març                 |                                                                                    | MVS                                     | Suborbital                               | Tecnologia                               | rowspan=1                                                                                 | Reeixit                                                                                   |
| Març                 | Apogeu: 500 km                                                                     |                                         |                                          |                                          |                                                                                           |                                                                                           |
| Abril                |                                                                                    |                                         |                                          |                                          |                                                                                           |                                                                                           |
| 12 d'abril 02:05     | Estats Units - Aerobee RTV-A-1a                                                    | Estats Units - Aerobee RTV-A-1a         | Estats Units - Holloman LC-A             | Estats Units - Holloman LC-A             | Estats Units - Força Aèria dels Estats Units d'Amèrica                                    | Estats Units - Força Aèria dels Estats Units d'Amèrica                                    |
| 12 d'abril 02:05     |                                                                                    | Força Aèria dels Estats Units d'Amèrica | Suborbital                               | Emissions químiques                      | 12 d'abril                                                                                | Reeixit                                                                                   |
| 12 d'abril 02:05     | Apogeu: 106 km                                                                     |                                         |                                          |                                          |                                                                                           |                                                                                           |
| 16 d'abril           | Alemanya - Unió Soviètica - R-1                                                    | Alemanya - Unió Soviètica - R-1         | Unió Soviètica - Kapustin Iar            | Unió Soviètica - Kapustin Iar            | Unió Soviètica - OKB-1                                                                    | Unió Soviètica - OKB-1                                                                    |
| 16 d'abril           |                                                                                    | OKB-1                                   | Suborbital                               | Prova de míssils                         | 16 d'abril                                                                                | Reeixit                                                                                   |
| 16 d'abril           | Apogeu: 100 km                                                                     |                                         |                                          |                                          |                                                                                           |                                                                                           |
| 17 d'abril           | Estats Units - X-17                                                                | Estats Units - X-17                     | Estats Units - Cape Canaveral LC-3       | Estats Units - Cape Canaveral LC-3       | Estats Units - Força Aèria dels Estats Units d'Amèrica                                    | Estats Units - Força Aèria dels Estats Units d'Amèrica                                    |
| 17 d'abril           |                                                                                    | Força Aèria dels Estats Units d'Amèrica | Suborbital                               | Prova de REV test                        | 17 d'abril                                                                                | Reeixit                                                                                   |
| 17 d'abril           | Apogeu: 100 km                                                                     |                                         |                                          |                                          |                                                                                           |                                                                                           |
| Maig                 |                                                                                    |                                         |                                          |                                          |                                                                                           |                                                                                           |
| 1 de maig 22:05      | Estats Units - Aerobee-150 (Hi)                                                    | Estats Units - Aerobee-150 (Hi)         | Estats Units - White Sands LC-35         | Estats Units - White Sands LC-35         | Estats Units - Marina dels Estats Units d'Amèrica                                         | Estats Units - Marina dels Estats Units d'Amèrica                                         |
| 1 de maig 22:05      |                                                                                    | NRL                                     | Suborbital                               |                                          | 1 de maig                                                                                 | Error de llançament                                                                       |
| 1 de maig 22:05      | Apogeu: 4 km                                                                       |                                         |                                          |                                          |                                                                                           |                                                                                           |
| 8 de maig 14:54      | Estats Units - Aerobee AJ10-34                                                     | Estats Units - Aerobee AJ10-34          | Estats Units - Holloman LC-A             | Estats Units - Holloman LC-A             | Estats Units - Força Aèria dels Estats Units d'Amèrica                                    | Estats Units - Força Aèria dels Estats Units d'Amèrica                                    |
| 8 de maig 14:54      |                                                                                    | Força Aèria dels Estats Units d'Amèrica | Suborbital                               |                                          | 8 de maig                                                                                 | Reeixit                                                                                   |
| 8 de maig 14:54      | Apogeu: 143 km                                                                     |                                         |                                          |                                          |                                                                                           |                                                                                           |
| 8 de maig 15:15      | Estats Units - Aerobee-150 (Hi)                                                    | Estats Units - Aerobee-150 (Hi)         | Estats Units - White Sands LC-35         | Estats Units - White Sands LC-35         | Estats Units - Marina dels Estats Units d'Amèrica                                         | Estats Units - Marina dels Estats Units d'Amèrica                                         |
| 8 de maig 15:15      |                                                                                    | NRL                                     | Suborbital                               |                                          | 8 de maig                                                                                 | Error de llançament                                                                       |
| 8 de maig 15:15      | Apogeu: 188 km                                                                     |                                         |                                          |                                          |                                                                                           |                                                                                           |
| 15 de maig           | Unió Soviètica - R-5 Pobeda                                                        | Unió Soviètica - R-5 Pobeda             | Unió Soviètica - Kapustin Iar            | Unió Soviètica - Kapustin Iar            | Unió Soviètica - OKB-1                                                                    | Unió Soviètica - OKB-1                                                                    |
| 15 de maig           |                                                                                    | MVS                                     | Suborbital                               | Prova de míssils                         | 15 de maig                                                                                | Reeixit                                                                                   |
| 15 de maig           | Apogeu: 500 km                                                                     |                                         |                                          |                                          |                                                                                           |                                                                                           |
| 16 de maig 15:40     | Estats Units - Aerobee-150 (Hi)                                                    | Estats Units - Aerobee-150 (Hi)         | Estats Units - Holloman LC-A             | Estats Units - Holloman LC-A             | Estats Units - Força Aèria dels Estats Units d'Amèrica                                    | Estats Units - Força Aèria dels Estats Units d'Amèrica                                    |
| 16 de maig 15:40     |                                                                                    | Força Aèria dels Estats Units d'Amèrica | Suborbital                               |                                          | 16 de maig                                                                                | Error de llançament                                                                       |
| 16 de maig 15:40     | Apogeu: 169 km                                                                     |                                         |                                          |                                          |                                                                                           |                                                                                           |
| 31 de maig 02:57     | Alemanya - Unió Soviètica - R-1E                                                   | Alemanya - Unió Soviètica - R-1E        | Unió Soviètica - Kapustin Iar            | Unió Soviètica - Kapustin Iar            | Unió Soviètica - OKB-1                                                                    | Unió Soviètica - OKB-1                                                                    |
| 31 de maig 02:57     |                                                                                    | OKB-1                                   | Suborbital                               | Biològic Solar                           | 31 de maig                                                                                | Reeixit                                                                                   |
| 31 de maig 02:57     | Apogeu: 100 km                                                                     |                                         |                                          |                                          |                                                                                           |                                                                                           |
| Juny                 |                                                                                    |                                         |                                          |                                          |                                                                                           |                                                                                           |
| 4 de juny 14:13      | Estats Units - Aerobee-150 (Hi)                                                    | Estats Units - Aerobee-150 (Hi)         | Estats Units - White Sands LC-35         | Estats Units - White Sands LC-35         | Estats Units - Marina dels Estats Units d'Amèrica                                         | Estats Units - Marina dels Estats Units d'Amèrica                                         |
| 4 de juny 14:13      |                                                                                    | NRL                                     | Suborbital                               | Solar                                    | 4 de juny                                                                                 | Error de llançament                                                                       |
| 4 de juny 14:13      | Apogeu: 58 km                                                                      |                                         |                                          |                                          |                                                                                           |                                                                                           |
| 7 de juny            | Estats Units - Nike-Nike-T40-T55                                                   | Estats Units - Nike-Nike-T40-T55        | Estats Units - Wallops Island            | Estats Units - Wallops Island            | Estats Units - NACA                                                                       | Estats Units - NACA                                                                       |
| 7 de juny            |                                                                                    | NACA                                    | Suborbital                               | Termodinàmica                            | 7 de juny                                                                                 | Reeixit                                                                                   |
| 7 de juny            | Apogeu: 100 km                                                                     |                                         |                                          |                                          |                                                                                           |                                                                                           |
| 13 de juny 20:51     | Estats Units - Aerobee AJ10-34                                                     | Estats Units - Aerobee AJ10-34          | Estats Units - Holloman LC-A             | Estats Units - Holloman LC-A             | Estats Units - Força Aèria dels Estats Units d'Amèrica                                    | Estats Units - Força Aèria dels Estats Units d'Amèrica                                    |
| 13 de juny 20:51     |                                                                                    | Força Aèria dels Estats Units d'Amèrica | Suborbital                               |                                          | 13 de juny                                                                                | Reeixit                                                                                   |
| 13 de juny 20:51     | Apogeu: 138 km                                                                     |                                         |                                          |                                          |                                                                                           |                                                                                           |
| 15 de juny           | Unió Soviètica - R-5 Pobeda                                                        | Unió Soviètica - R-5 Pobeda             | Unió Soviètica - Kapustin Iar            | Unió Soviètica - Kapustin Iar            | Unió Soviètica - OKB-1                                                                    | Unió Soviètica - OKB-1                                                                    |
| 15 de juny           |                                                                                    | MVS                                     | Suborbital                               | Prova de míssils                         | 15 de juny                                                                                | Reeixit                                                                                   |
| 15 de juny           | Apogeu: 500 km                                                                     |                                         |                                          |                                          |                                                                                           |                                                                                           |
| 17 de juny           | Alemanya - Unió Soviètica - R-1E                                                   | Alemanya - Unió Soviètica - R-1E        | Unió Soviètica - Kapustin Iar            | Unió Soviètica - Kapustin Iar            | Unió Soviètica - OKB-1                                                                    | Unió Soviètica - OKB-1                                                                    |
| 17 de juny           |                                                                                    | OKB-1                                   | Suborbital                               | Biològic                                 | 17 de juny                                                                                | Reeixit                                                                                   |
| 17 de juny           | Apogeu: 100 km                                                                     |                                         |                                          |                                          |                                                                                           |                                                                                           |
| 18 de juny 20:42     | Estats Units - Aerobee AJ10-34                                                     | Estats Units - Aerobee AJ10-34          | Estats Units - Holloman LC-A             | Estats Units - Holloman LC-A             | Estats Units - Força Aèria dels Estats Units d'Amèrica                                    | Estats Units - Força Aèria dels Estats Units d'Amèrica                                    |
| 18 de juny 20:42     |                                                                                    | Força Aèria dels Estats Units d'Amèrica | Suborbital                               |                                          | 18 de juny                                                                                | Reeixit                                                                                   |
| 18 de juny 20:42     | Apogeu: 136 km                                                                     |                                         |                                          |                                          |                                                                                           |                                                                                           |
| 21 de juny 18:48     | Estats Units - Aerobee AJ10-34                                                     | Estats Units - Aerobee AJ10-34          | Estats Units - Holloman LC-A             | Estats Units - Holloman LC-A             | Estats Units - Força Aèria dels Estats Units d'Amèrica                                    | Estats Units - Força Aèria dels Estats Units d'Amèrica                                    |
| 21 de juny 18:48     |                                                                                    | Força Aèria dels Estats Units d'Amèrica | Suborbital                               |                                          | 21 de juny                                                                                | Reeixit                                                                                   |
| 21 de juny 18:48     | Apogeu: 146 km                                                                     |                                         |                                          |                                          |                                                                                           |                                                                                           |
| 22 de juny 19:42     | Estats Units - Aerobee RTV-N-10                                                    | Estats Units - Aerobee RTV-N-10         | Estats Units - White Sands LC-35         | Estats Units - White Sands LC-35         | Estats Units - Marina dels Estats Units d'Amèrica                                         | Estats Units - Marina dels Estats Units d'Amèrica                                         |
| 22 de juny 19:42     |                                                                                    | NRL                                     | Suborbital                               |                                          | 22 de juny                                                                                | Error de llançament                                                                       |
| 22 de juny 19:42     | Apogeu: 5 km                                                                       |                                         |                                          |                                          |                                                                                           |                                                                                           |
| 26 de juny 18:26     | Estats Units - Aerobee AJ10-34                                                     | Estats Units - Aerobee AJ10-34          | Estats Units - Holloman LC-A             | Estats Units - Holloman LC-A             | Estats Units - Força Aèria dels Estats Units d'Amèrica                                    | Estats Units - Força Aèria dels Estats Units d'Amèrica                                    |
| 26 de juny 18:26     |                                                                                    | Força Aèria dels Estats Units d'Amèrica | Suborbital                               |                                          | 26 de juny                                                                                | Reeixit                                                                                   |
| 26 de juny 18:26     | Apogeu: 111 km                                                                     |                                         |                                          |                                          |                                                                                           |                                                                                           |
| 26 de juny           | Estats Units - X-17                                                                | Estats Units - X-17                     | Estats Units - Cape Canaveral LC-3       | Estats Units - Cape Canaveral LC-3       | Estats Units - Força Aèria dels Estats Units d'Amèrica                                    | Estats Units - Força Aèria dels Estats Units d'Amèrica                                    |
| 26 de juny           |                                                                                    | Força Aèria dels Estats Units d'Amèrica | Suborbital                               | Vol de proves                            | 26 de juny                                                                                | Reeixit                                                                                   |
| 26 de juny           | Apogeu: 140 km                                                                     |                                         |                                          |                                          |                                                                                           |                                                                                           |
| 29 de juny 19:09     | Estats Units - Aerobee-150 (Hi)                                                    | Estats Units - Aerobee-150 (Hi)         | Estats Units - White Sands LC-35         | Estats Units - White Sands LC-35         | Estats Units - Marina dels Estats Units d'Amèrica                                         | Estats Units - Marina dels Estats Units d'Amèrica                                         |
| 29 de juny 19:09     |                                                                                    | NRL                                     | Suborbital                               | Ionosfèric                               | 29 de juny                                                                                | Reeixit                                                                                   |
| 29 de juny 19:09     | Apogeu: 264 km                                                                     |                                         |                                          |                                          |                                                                                           |                                                                                           |
| 30 de juny           | Alemanya - Unió Soviètica - R-1                                                    | Alemanya - Unió Soviètica - R-1         | Unió Soviètica - Kapustin Iar            | Unió Soviètica - Kapustin Iar            | Unió Soviètica - OKB-1                                                                    | Unió Soviètica - OKB-1                                                                    |
| 30 de juny           |                                                                                    | OKB-1                                   | Suborbital                               | Prova de míssils                         | 30 de juny                                                                                | Reeixit                                                                                   |
| 30 de juny           | Apogeu: 100 km                                                                     |                                         |                                          |                                          |                                                                                           |                                                                                           |
| Juny                 | Unió Soviètica - R-5 Pobeda                                                        | Unió Soviètica - R-5 Pobeda             | Unió Soviètica - Kapustin Iar            | Unió Soviètica - Kapustin Iar            | Unió Soviètica - OKB-1                                                                    | Unió Soviètica - OKB-1                                                                    |
| Juny                 |                                                                                    | MVS                                     | Suborbital                               | Prova de míssils                         | rowspan=1                                                                                 | Reeixit                                                                                   |
| Juny                 | Apogeu: 500 km                                                                     |                                         |                                          |                                          |                                                                                           |                                                                                           |
| Juliol               |                                                                                    |                                         |                                          |                                          |                                                                                           |                                                                                           |
| 5 de juliol 07:54    | Estats Units - Aerobee RTV-N-10c                                                   | Estats Units - Aerobee RTV-N-10c        | Estats Units - White Sands LC-35         | Estats Units - White Sands LC-35         | Estats Units - Marina dels Estats Units d'Amèrica                                         | Estats Units - Marina dels Estats Units d'Amèrica                                         |
| 5 de juliol 07:54    |                                                                                    | NRL                                     | Suborbital                               |                                          | 5 de juliol                                                                               | Reeixit                                                                                   |
| 5 de juliol 07:54    | Apogeu: 162 km                                                                     |                                         |                                          |                                          |                                                                                           |                                                                                           |
| 6 de juliol 18:00    | Estats Units - Nike-Cajun                                                          | Estats Units - Nike-Cajun               | Estats Units - Wallops Island            | Estats Units - Wallops Island            | Estats Units - Força Aèria dels Estats Units d'Amèrica                                    | Estats Units - Força Aèria dels Estats Units d'Amèrica                                    |
| 6 de juliol 18:00    |                                                                                    | Força Aèria dels Estats Units d'Amèrica | Suborbital                               | Aeronomia                                | 6 de juliol                                                                               | Reeixit                                                                                   |
| 6 de juliol 18:00    | Apogeu: 129 km                                                                     |                                         |                                          |                                          |                                                                                           |                                                                                           |
| 17 de juliol 15:40   | Estats Units - Deacon Rockoon                                                      | Estats Units - Deacon Rockoon           | Estats Units - - USS Colonial, PO-9 LP-1 | Estats Units - - USS Colonial, PO-9 LP-1 | Estats Units - Marina dels Estats Units d'Amèrica                                         | Estats Units - Marina dels Estats Units d'Amèrica                                         |
| 17 de juliol 15:40   |                                                                                    | NRL                                     | Suborbital                               | Solar                                    | 17 de juliol                                                                              | Reeixit                                                                                   |
| 17 de juliol 15:40   | Apogeu: 120 km                                                                     |                                         |                                          |                                          |                                                                                           |                                                                                           |
| 17 de juliol         | Estats Units - X-17                                                                | Estats Units - X-17                     | Estats Units - Cape Canaveral LC-3       | Estats Units - Cape Canaveral LC-3       | Estats Units - Força Aèria dels Estats Units d'Amèrica                                    | Estats Units - Força Aèria dels Estats Units d'Amèrica                                    |
| 17 de juliol         |                                                                                    | Força Aèria dels Estats Units d'Amèrica | Suborbital                               | Prova de REV                             | 17 de juliol                                                                              | Reeixit                                                                                   |
| 17 de juliol         | Apogeu: 142 km                                                                     |                                         |                                          |                                          |                                                                                           |                                                                                           |
| 18 de juliol 15:46   | Estats Units - Deacon Rockoon                                                      | Estats Units - Deacon Rockoon           | Estats Units - USS Colonial, PO-9 LP-2   | Estats Units - USS Colonial, PO-9 LP-2   | Estats Units - Marina dels Estats Units d'Amèrica                                         | Estats Units - Marina dels Estats Units d'Amèrica                                         |
| 18 de juliol 15:46   |                                                                                    | NRL                                     | Suborbital                               | Solar                                    | 18 de juliol                                                                              | Reeixit                                                                                   |
| 18 de juliol 15:46   | Apogeu: 120 km                                                                     |                                         |                                          |                                          |                                                                                           |                                                                                           |
| 19 de juliol 15:21   | Estats Units - Deacon Rockoon                                                      | Estats Units - Deacon Rockoon           | Estats Units - USS Colonial, PO-9 LP-3   | Estats Units - USS Colonial, PO-9 LP-3   | Estats Units - Marina dels Estats Units d'Amèrica                                         | Estats Units - Marina dels Estats Units d'Amèrica                                         |
| 19 de juliol 15:21   |                                                                                    | NRL                                     | Suborbital                               | Solar                                    | 19 de juliol                                                                              | Reeixit                                                                                   |
| 19 de juliol 15:21   | Apogeu: 120 km                                                                     |                                         |                                          |                                          |                                                                                           |                                                                                           |
| 20 de juliol 19:15   | Estats Units - Deacon Rockoon                                                      | Estats Units - Deacon Rockoon           | Estats Units - USS Colonial, PO-9 LP-4   | Estats Units - USS Colonial, PO-9 LP-4   | Estats Units - Marina dels Estats Units d'Amèrica                                         | Estats Units - Marina dels Estats Units d'Amèrica                                         |
| 20 de juliol 19:15   |                                                                                    | NRL                                     | Suborbital                               | Solar                                    | 20 de juliol                                                                              | Reeixit                                                                                   |
| 20 de juliol 19:15   | Apogeu: 120 km                                                                     |                                         |                                          |                                          |                                                                                           |                                                                                           |
| 20 de juliol         | Alemanya - Unió Soviètica - R-1                                                    | Alemanya - Unió Soviètica - R-1         | Unió Soviètica - Kapustin Iar            | Unió Soviètica - Kapustin Iar            | Unió Soviètica - OKB-1                                                                    | Unió Soviètica - OKB-1                                                                    |
| 20 de juliol         |                                                                                    | OKB-1                                   | Suborbital                               | Prova de míssils                         | 20 de juliol                                                                              | Error de llançament                                                                       |
| 20 de juliol         | Unió Soviètica - R-5 Pobeda                                                        | Unió Soviètica - R-5 Pobeda             | Unió Soviètica - Kapustin Iar            | Unió Soviètica - Kapustin Iar            | Unió Soviètica - OKB-1                                                                    | Unió Soviètica - OKB-1                                                                    |
| 20 de juliol         |                                                                                    | MVS                                     | Suborbital                               | Tecnologia                               | 20 de juliol                                                                              | Reeixit                                                                                   |
| 20 de juliol         | Apogeu: 500 km                                                                     |                                         |                                          |                                          |                                                                                           |                                                                                           |
| 21 de juliol 17:18   | Estats Units - Deacon Rockoon                                                      | Estats Units - Deacon Rockoon           | Estats Units - USS Colonial, PO-9 LP-5   | Estats Units - USS Colonial, PO-9 LP-5   | Estats Units - Marina dels Estats Units d'Amèrica                                         | Estats Units - Marina dels Estats Units d'Amèrica                                         |
| 21 de juliol 17:18   |                                                                                    | NRL                                     | Suborbital                               | Aeronomia                                | 21 de juliol                                                                              | Error de llançament                                                                       |
| 21 de juliol 17:18   | Apogeu: 11 km                                                                      |                                         |                                          |                                          |                                                                                           |                                                                                           |
| 22 de juliol 17:57   | Estats Units - Deacon Rockoon                                                      | Estats Units - Deacon Rockoon           | Estats Units - USS Colonial, PO-9 LP-6   | Estats Units - USS Colonial, PO-9 LP-6   | Estats Units - Marina dels Estats Units d'Amèrica                                         | Estats Units - Marina dels Estats Units d'Amèrica                                         |
| 22 de juliol 17:57   |                                                                                    | NRL                                     | Suborbital                               | Solar                                    | 22 de juliol                                                                              | Reeixit                                                                                   |
| 22 de juliol 17:57   | Apogeu: 120 km                                                                     |                                         |                                          |                                          |                                                                                           |                                                                                           |
| 24 de juliol 14:07   | Estats Units - Deacon Rockoon                                                      | Estats Units - Deacon Rockoon           | Estats Units - USS Colonial, PO-9 LP-7   | Estats Units - USS Colonial, PO-9 LP-7   | Estats Units - Marina dels Estats Units d'Amèrica                                         | Estats Units - Marina dels Estats Units d'Amèrica                                         |
| 24 de juliol 14:07   |                                                                                    | NRL                                     | Suborbital                               | Solar                                    | 24 de juliol                                                                              | Error de llançament                                                                       |
| 24 de juliol 14:07   | Apogeu: 11 km                                                                      |                                         |                                          |                                          |                                                                                           |                                                                                           |
| 24 de juliol         | Alemanya - Unió Soviètica - R-1                                                    | Alemanya - Unió Soviètica - R-1         | Unió Soviètica - Kapustin Iar            | Unió Soviètica - Kapustin Iar            | Unió Soviètica - OKB-1                                                                    | Unió Soviètica - OKB-1                                                                    |
| 24 de juliol         |                                                                                    | OKB-1                                   | Suborbital                               | Prova de míssils                         | 24 de juliol                                                                              | Reeixit                                                                                   |
| 24 de juliol         | Apogeu: 100 km                                                                     |                                         |                                          |                                          |                                                                                           |                                                                                           |
| 24 de juliol         | Estats Units - Nike-Cajun                                                          | Estats Units - Nike-Cajun               | Estats Units - Wallops Island            | Estats Units - Wallops Island            | Estats Units - Marina dels Estats Units d'Amèrica                                         | Estats Units - Marina dels Estats Units d'Amèrica                                         |
| 24 de juliol         | Estats Units - HUGO-1                                                              | Marina dels Estats Units d'Amèrica      | Suborbital                               | Aeronomia                                | 24 de juliol                                                                              | Reeixit                                                                                   |
| 24 de juliol         | Apogeu: 112 km                                                                     |                                         |                                          |                                          |                                                                                           |                                                                                           |
| 25 de juliol 15:15   | Estats Units - Deacon Rockoon                                                      | Estats Units - Deacon Rockoon           | Estats Units - USS Colonial, PO-9 LP-8   | Estats Units - USS Colonial, PO-9 LP-8   | Estats Units - Marina dels Estats Units d'Amèrica                                         | Estats Units - Marina dels Estats Units d'Amèrica                                         |
| 25 de juliol 15:15   |                                                                                    | NRL                                     | Suborbital                               | Solar                                    | 25 de juliol                                                                              | Reeixit                                                                                   |
| 25 de juliol 15:15   | Apogeu: 120 km                                                                     |                                         |                                          |                                          |                                                                                           |                                                                                           |
| 26 de juliol 15:28   | Estats Units - Deacon Rockoon                                                      | Estats Units - Deacon Rockoon           | Estats Units - USS Colonial, PO-9 LP-9   | Estats Units - USS Colonial, PO-9 LP-9   | Estats Units - Marina dels Estats Units d'Amèrica                                         | Estats Units - Marina dels Estats Units d'Amèrica                                         |
| 26 de juliol 15:28   |                                                                                    | NRL                                     | Suborbital                               | Solar                                    | 26 de juliol                                                                              | Reeixit                                                                                   |
| 26 de juliol 15:28   | Apogeu: 120 km                                                                     |                                         |                                          |                                          |                                                                                           |                                                                                           |
| 26 de juliol         | Alemanya - Unió Soviètica - R-1                                                    | Alemanya - Unió Soviètica - R-1         | Unió Soviètica - Kapustin Iar            | Unió Soviètica - Kapustin Iar            | Unió Soviètica - OKB-1                                                                    | Unió Soviètica - OKB-1                                                                    |
| 26 de juliol         |                                                                                    | OKB-1                                   | Suborbital                               | Prova de míssils                         | 26 de juliol                                                                              | Reeixit                                                                                   |
| 26 de juliol         | Apogeu: 100 km                                                                     |                                         |                                          |                                          |                                                                                           |                                                                                           |
| 27 de juliol 15:30   | Estats Units - Deacon Rockoon                                                      | Estats Units - Deacon Rockoon           | Estats Units - USS Colonial, PO-9 LP-10  | Estats Units - USS Colonial, PO-9 LP-10  | Estats Units - Marina dels Estats Units d'Amèrica                                         | Estats Units - Marina dels Estats Units d'Amèrica                                         |
| 27 de juliol 15:30   |                                                                                    | NRL                                     | Suborbital                               | Solar                                    | 27 de juliol                                                                              | Reeixit                                                                                   |
| 27 de juliol 15:30   | Apogeu: 120 km                                                                     |                                         |                                          |                                          |                                                                                           |                                                                                           |
| 27 de juliol         | Estats Units - X-17                                                                | Estats Units - X-17                     | Estats Units - Cape Canaveral LC-3       | Estats Units - Cape Canaveral LC-3       | Estats Units - Força Aèria dels Estats Units d'Amèrica                                    | Estats Units - Força Aèria dels Estats Units d'Amèrica                                    |
| 27 de juliol         |                                                                                    | Força Aèria dels Estats Units d'Amèrica | Suborbital                               | Prova de REV                             | 27 de juliol                                                                              | Error de llançament                                                                       |
| 28 de juliol         | Alemanya - Unió Soviètica - R-1                                                    | Alemanya - Unió Soviètica - R-1         | Unió Soviètica - Kapustin Iar            | Unió Soviètica - Kapustin Iar            | Unió Soviètica - OKB-1                                                                    | Unió Soviètica - OKB-1                                                                    |
| 28 de juliol         |                                                                                    | OKB-1                                   | Suborbital                               | Prova de míssils                         | 28 de juliol                                                                              | Reeixit                                                                                   |
| 28 de juliol         | Apogeu: 100 km                                                                     |                                         |                                          |                                          |                                                                                           |                                                                                           |
| 31 de juliol 00:56   | Estats Units - Aerobee AJ10-34                                                     | Estats Units - Aerobee AJ10-34          | Estats Units - Holloman LC-A             | Estats Units - Holloman LC-A             | Estats Units - Força Aèria dels Estats Units d'Amèrica                                    | Estats Units - Força Aèria dels Estats Units d'Amèrica                                    |
| 31 de juliol 00:56   |                                                                                    | Força Aèria dels Estats Units d'Amèrica | Suborbital                               |                                          | 31 de juliol                                                                              | Reeixit                                                                                   |
| 31 de juliol 00:56   | Apogeu: 129 km                                                                     |                                         |                                          |                                          |                                                                                           |                                                                                           |
| Juliol               | Unió Soviètica - R-5 Pobeda                                                        | Unió Soviètica - R-5 Pobeda             | Unió Soviètica - Kapustin Iar            | Unió Soviètica - Kapustin Iar            | Unió Soviètica - OKB-1                                                                    | Unió Soviètica - OKB-1                                                                    |
| Juliol               |                                                                                    | MVS                                     | Suborbital                               | Tecnologia                               | rowspan=1                                                                                 | Reeixit                                                                                   |
| Juliol               | Apogeu: 500 km                                                                     |                                         |                                          |                                          |                                                                                           |                                                                                           |
| Agost                |                                                                                    |                                         |                                          |                                          |                                                                                           |                                                                                           |
| 3 d'agost 12:56      | Estats Units - Aerobee RTV-A-1a                                                    | Estats Units - Aerobee RTV-A-1a         | Estats Units - Holloman LC-A             | Estats Units - Holloman LC-A             | Estats Units - Força Aèria dels Estats Units d'Amèrica                                    | Estats Units - Força Aèria dels Estats Units d'Amèrica                                    |
| 3 d'agost 12:56      |                                                                                    | Força Aèria dels Estats Units d'Amèrica | Suborbital                               |                                          | 3 d'agost                                                                                 | Error de llançament                                                                       |
| 3 d'agost 12:56      | Apogeu: 2 km                                                                       |                                         |                                          |                                          |                                                                                           |                                                                                           |
| 8 d'agost 22:00      | Estats Units - Nike-Cajun                                                          | Estats Units - Nike-Cajun               | Estats Units - Wallops Island            | Estats Units - Wallops Island            | Estats Units - Força Aèria dels Estats Units d'Amèrica                                    | Estats Units - Força Aèria dels Estats Units d'Amèrica                                    |
| 8 d'agost 22:00      |                                                                                    | Força Aèria dels Estats Units d'Amèrica | Suborbital                               | Aeronomia                                | 8 d'agost                                                                                 | Reeixit                                                                                   |
| 8 d'agost 22:00      | Apogeu: 100 km                                                                     |                                         |                                          |                                          |                                                                                           |                                                                                           |
| 9 d'agost 22:47      | Estats Units - Nike-Cajun                                                          | Estats Units - Nike-Cajun               | Estats Units - Wallops Island            | Estats Units - Wallops Island            | Estats Units - Força Aèria dels Estats Units d'Amèrica                                    | Estats Units - Força Aèria dels Estats Units d'Amèrica                                    |
| 9 d'agost 22:47      |                                                                                    | Força Aèria dels Estats Units d'Amèrica | Suborbital                               | Aeronomia                                | 9 d'agost                                                                                 | Reeixit                                                                                   |
| 9 d'agost 22:47      | Apogeu: 164 km                                                                     |                                         |                                          |                                          |                                                                                           |                                                                                           |
| 18 d'agost           | Unió Soviètica - R-5 Pobeda                                                        | Unió Soviètica - R-5 Pobeda             | Unió Soviètica - Kapustin Iar            | Unió Soviètica - Kapustin Iar            | Unió Soviètica - OKB-1                                                                    | Unió Soviètica - OKB-1                                                                    |
| 18 d'agost           |                                                                                    | MVS                                     | Suborbital                               | Tecnologia                               | 18 d'agost                                                                                | Reeixit                                                                                   |
| 18 d'agost           | Apogeu: 500 km                                                                     |                                         |                                          |                                          |                                                                                           |                                                                                           |
| 18 d'agost           | Estats Units - X-17                                                                | Estats Units - X-17                     | Estats Units - Cape Canaveral LC-3       | Estats Units - Cape Canaveral LC-3       | Estats Units - Força Aèria dels Estats Units d'Amèrica                                    | Estats Units - Força Aèria dels Estats Units d'Amèrica                                    |
| 18 d'agost           |                                                                                    | Força Aèria dels Estats Units d'Amèrica | Suborbital                               | Prova de REV                             | 18 d'agost                                                                                | Error de llançament                                                                       |
| 23 d'agost           | Estats Units - X-17                                                                | Estats Units - X-17                     | Estats Units - Cape Canaveral LC-3       | Estats Units - Cape Canaveral LC-3       | Estats Units - Força Aèria dels Estats Units d'Amèrica                                    | Estats Units - Força Aèria dels Estats Units d'Amèrica                                    |
| 23 d'agost           |                                                                                    | Força Aèria dels Estats Units d'Amèrica | Suborbital                               | Prova de REV                             | 23 d'agost                                                                                | Reeixit                                                                                   |
| 23 d'agost           | Apogeu: 142 km                                                                     |                                         |                                          |                                          |                                                                                           |                                                                                           |
| 28 d'agost           | Estats Units - X-17                                                                | Estats Units - X-17                     | Estats Units - Cape Canaveral LC-3       | Estats Units - Cape Canaveral LC-3       | Estats Units - Força Aèria dels Estats Units d'Amèrica                                    | Estats Units - Força Aèria dels Estats Units d'Amèrica                                    |
| 28 d'agost           |                                                                                    | Força Aèria dels Estats Units d'Amèrica | Suborbital                               | Prova de REV                             | 28 d'agost                                                                                | Reeixit                                                                                   |
| 28 d'agost           | Apogeu: 100 km                                                                     |                                         |                                          |                                          |                                                                                           |                                                                                           |
| Agost                | Unió Soviètica - R-5 Pobeda                                                        | Unió Soviètica - R-5 Pobeda             | Unió Soviètica - Kapustin Iar            | Unió Soviètica - Kapustin Iar            | Unió Soviètica - OKB-1                                                                    | Unió Soviètica - OKB-1                                                                    |
| Agost                |                                                                                    | MVS                                     | Suborbital                               | Tecnologia                               | rowspan=1                                                                                 | Reeixit                                                                                   |
| Agost                | Apogeu: 500 km                                                                     |                                         |                                          |                                          |                                                                                           |                                                                                           |
| Agost                | Unió Soviètica - R-5 Pobeda                                                        | Unió Soviètica - R-5 Pobeda             | Unió Soviètica - Kapustin Iar            | Unió Soviètica - Kapustin Iar            | Unió Soviètica - OKB-1                                                                    | Unió Soviètica - OKB-1                                                                    |
| Agost                |                                                                                    | MVS                                     | Suborbital                               | Tecnologia                               | rowspan=1                                                                                 | Reeixit                                                                                   |
| Agost                | Apogeu: 500 km                                                                     |                                         |                                          |                                          |                                                                                           |                                                                                           |
| Setembre             |                                                                                    |                                         |                                          |                                          |                                                                                           |                                                                                           |
| 8 de setembre        | Estats Units - X-17                                                                | Estats Units - X-17                     | Estats Units - Cape Canaveral LC-3       | Estats Units - Cape Canaveral LC-3       | Estats Units - Força Aèria dels Estats Units d'Amèrica                                    | Estats Units - Força Aèria dels Estats Units d'Amèrica                                    |
| 8 de setembre        |                                                                                    | Força Aèria dels Estats Units d'Amèrica | Suborbital                               | Prova de REV                             | 8 de setembre                                                                             | Error de llançament                                                                       |
| 8 de setembre        | Apogeu: 394 km                                                                     |                                         |                                          |                                          |                                                                                           |                                                                                           |
| 20 de setembre 06:45 | Estats Units - Jupiter-C                                                           | Estats Units - Jupiter-C                | Estats Units - Cape Canaveral LC-5       | Estats Units - Cape Canaveral LC-5       | Estats Units - ABMA                                                                       | Estats Units - ABMA                                                                       |
| 20 de setembre 06:45 |                                                                                    | ABMA                                    | Suborbital                               | Prova de REV                             | 20 de setembre                                                                            | Reeixit                                                                                   |
| 20 de setembre 06:45 | Vol inaugural del Jupiter-C, Apogeu: 1097 km, transportava una càrrega de 39,25 kg |                                         |                                          |                                          |                                                                                           |                                                                                           |
| 21 de setembre       | Estats Units - Terrapin                                                            | Estats Units - Terrapin                 | Estats Units - Wallops Island            | Estats Units - Wallops Island            | Estats Units - NACA                                                                       | Estats Units - NACA                                                                       |
| 21 de setembre       |                                                                                    | NACA                                    | Suborbital                               | Vol de proves                            | 21 de setembre                                                                            | Error de llançament                                                                       |
| 21 de setembre       | Apogeu: 16 km, Vol inaugural de Terrapin                                           |                                         |                                          |                                          |                                                                                           |                                                                                           |
| 21 de setembre       | Estats Units - Terrapin                                                            | Estats Units - Terrapin                 | Estats Units - Wallops Island            | Estats Units - Wallops Island            | Estats Units - NACA                                                                       | Estats Units - NACA                                                                       |
| 21 de setembre       |                                                                                    | NACA                                    | Suborbital                               | Vol de proves                            | 21 de setembre                                                                            | Reeixit                                                                                   |
| 21 de setembre       | Apogeu: 130 km                                                                     |                                         |                                          |                                          |                                                                                           |                                                                                           |
| Octubre              |                                                                                    |                                         |                                          |                                          |                                                                                           |                                                                                           |
| 1 d'octubre          | Estats Units - X-17                                                                | Estats Units - X-17                     | Estats Units - Cape Canaveral LC-3       | Estats Units - Cape Canaveral LC-3       | Estats Units - Força Aèria dels Estats Units d'Amèrica                                    | Estats Units - Força Aèria dels Estats Units d'Amèrica                                    |
| 1 d'octubre          |                                                                                    | Força Aèria dels Estats Units d'Amèrica | Suborbital                               | Prova de REV                             | 1 d'octubre                                                                               | Reeixit                                                                                   |
| 1 d'octubre          | Apogeu: 145 km                                                                     |                                         |                                          |                                          |                                                                                           |                                                                                           |
| 5 d'octubre          | Estats Units - X-17                                                                | Estats Units - X-17                     | Estats Units - Cape Canaveral LC-3       | Estats Units - Cape Canaveral LC-3       | Estats Units - Força Aèria dels Estats Units d'Amèrica                                    | Estats Units - Força Aèria dels Estats Units d'Amèrica                                    |
| 5 d'octubre          |                                                                                    | Força Aèria dels Estats Units d'Amèrica | Suborbital                               | Prova de REV                             | 5 d'octubre                                                                               | Reeixit                                                                                   |
| 5 d'octubre          | Apogeu: 117 km                                                                     |                                         |                                          |                                          |                                                                                           |                                                                                           |
| 13 d'octubre         | Estats Units - X-17                                                                | Estats Units - X-17                     | Estats Units - Cape Canaveral LC-3       | Estats Units - Cape Canaveral LC-3       | Estats Units - Força Aèria dels Estats Units d'Amèrica                                    | Estats Units - Força Aèria dels Estats Units d'Amèrica                                    |
| 13 d'octubre         |                                                                                    | Força Aèria dels Estats Units d'Amèrica | Suborbital                               | Prova de REV                             | 13 d'octubre                                                                              | Reeixit                                                                                   |
| 13 d'octubre         | Apogeu: 102 km                                                                     |                                         |                                          |                                          |                                                                                           |                                                                                           |
| 18 d'octubre         | Estats Units - X-17                                                                | Estats Units - X-17                     | Estats Units - Cape Canaveral LC-3       | Estats Units - Cape Canaveral LC-3       | Estats Units - Força Aèria dels Estats Units d'Amèrica                                    | Estats Units - Força Aèria dels Estats Units d'Amèrica                                    |
| 18 d'octubre         |                                                                                    | Força Aèria dels Estats Units d'Amèrica | Suborbital                               | Prova de REV                             | 18 d'octubre                                                                              | Reeixit                                                                                   |
| 18 d'octubre         | Apogeu: 155 km                                                                     |                                         |                                          |                                          |                                                                                           |                                                                                           |
| 20 d'octubre 22:01   | Estats Units - Nike-Cajun                                                          | Estats Units - Nike-Cajun               | Estats Units - Wallops Island            | Estats Units - Wallops Island            | Estats Units - Força Aèria dels Estats Units d'Amèrica                                    | Estats Units - Força Aèria dels Estats Units d'Amèrica                                    |
| 20 d'octubre 22:01   |                                                                                    | Força Aèria dels Estats Units d'Amèrica | Suborbital                               | Aeronomia                                | 20 d'octubre                                                                              | Reeixit                                                                                   |
| 20 d'octubre 22:01   | Apogeu: 113 km                                                                     |                                         |                                          |                                          |                                                                                           |                                                                                           |
| 23 d'octubre 08:40   | Estats Units - Aerobee AJ10-34                                                     | Estats Units - Aerobee AJ10-34          | Canadà - Fort Churchill                  | Canadà - Fort Churchill                  | Estats Units - Exèrcit dels Estats Units d'Amèrica                                        | Estats Units - Exèrcit dels Estats Units d'Amèrica                                        |
| 23 d'octubre 08:40   |                                                                                    | Força Aèria dels Estats Units d'Amèrica | Suborbital                               | Aeronomia                                | 23 d'octubre                                                                              | Reeixit                                                                                   |
| 23 d'octubre 08:40   | Apogeu: 145 km, primer vol espacial llançat des de sòl canadenc                    |                                         |                                          |                                          |                                                                                           |                                                                                           |
| 25 d'octubre         | Estats Units - X-17                                                                | Estats Units - X-17                     | Estats Units - Cape Canaveral LC-3       | Estats Units - Cape Canaveral LC-3       | Estats Units - Força Aèria dels Estats Units d'Amèrica                                    | Estats Units - Força Aèria dels Estats Units d'Amèrica                                    |
| 25 d'octubre         |                                                                                    | Força Aèria dels Estats Units d'Amèrica | Suborbital                               | Prova de REV                             | 25 d'octubre                                                                              | Reeixit                                                                                   |
| 25 d'octubre         | Apogeu: 124 km                                                                     |                                         |                                          |                                          |                                                                                           |                                                                                           |
| 27 d'octubre 21:24   | Estats Units - Nike-Cajun                                                          | Estats Units - Nike-Cajun               | Estats Units - USS Rushmore, AO-14 LP-1  | Estats Units - USS Rushmore, AO-14 LP-1  | Estats Units - Força Aèria dels Estats Units d'Amèrica/Marina dels Estats Units d'Amèrica | Estats Units - Força Aèria dels Estats Units d'Amèrica/Marina dels Estats Units d'Amèrica |
| 27 d'octubre 21:24   |                                                                                    | Força Aèria dels Estats Units d'Amèrica | Suborbital                               | Aeronomia                                | 27 d'octubre                                                                              | Reeixit                                                                                   |
| 27 d'octubre 21:24   | Apogeu: 161 km                                                                     |                                         |                                          |                                          |                                                                                           |                                                                                           |
| 31 d'octubre         | Unió Soviètica - R-11FM Zemlya                                                     | Unió Soviètica - R-11FM Zemlya          | Unió Soviètica - B-67, Beloye More       | Unió Soviètica - B-67, Beloye More       | Unió Soviètica - OKB-1                                                                    | Unió Soviètica - OKB-1                                                                    |
| 31 d'octubre         |                                                                                    | OKB-1                                   | Suborbital                               | Prova de míssils                         | 31 d'octubre                                                                              | Reeixit                                                                                   |
| 31 d'octubre         | Apogeu: 150 km                                                                     |                                         |                                          |                                          |                                                                                           |                                                                                           |
| 31 d'octubre         | Unió Soviètica - R-11FM Zemlya                                                     | Unió Soviètica - R-11FM Zemlya          | Unió Soviètica - B-67, Beloye More       | Unió Soviètica - B-67, Beloye More       | Unió Soviètica - OKB-1                                                                    | Unió Soviètica - OKB-1                                                                    |
| 31 d'octubre         |                                                                                    | OKB-1                                   | Suborbital                               | Prova de míssils                         | 31 d'octubre                                                                              | Reeixit                                                                                   |
| 31 d'octubre         | Apogeu: 150 km                                                                     |                                         |                                          |                                          |                                                                                           |                                                                                           |
| Novembre             |                                                                                    |                                         |                                          |                                          |                                                                                           |                                                                                           |
| 2 de novembre 05:39  | Estats Units - Aerobee AJ10-34                                                     | Estats Units - Aerobee AJ10-34          | Estats Units - Holloman LC-A             | Estats Units - Holloman LC-A             | Estats Units - Força Aèria dels Estats Units d'Amèrica                                    | Estats Units - Força Aèria dels Estats Units d'Amèrica                                    |
| 2 de novembre 05:39  |                                                                                    | Força Aèria dels Estats Units d'Amèrica | Suborbital                               | Emissions químiques                      | 2 de novembre                                                                             | Reeixit                                                                                   |
| 2 de novembre 05:39  | Apogeu: 146 km                                                                     |                                         |                                          |                                          |                                                                                           |                                                                                           |
| 2 de novembre 18:40  | Estats Units - Nike-Cajun                                                          | Estats Units - Nike-Cajun               | Estats Units - USS Rushmore, AO-14 LP-2  | Estats Units - USS Rushmore, AO-14 LP-2  | Estats Units - Força Aèria dels Estats Units d'Amèrica/Marina dels Estats Units d'Amèrica | Estats Units - Força Aèria dels Estats Units d'Amèrica/Marina dels Estats Units d'Amèrica |
| 2 de novembre 18:40  |                                                                                    | Força Aèria dels Estats Units d'Amèrica | Suborbital                               | Aeronomia                                | 2 de novembre                                                                             | Reeixit                                                                                   |
| 2 de novembre 18:40  | Apogeu: 131 km                                                                     |                                         |                                          |                                          |                                                                                           |                                                                                           |
| 4 de novembre 18:54  | Estats Units - Nike-Cajun                                                          | Estats Units - Nike-Cajun               | Estats Units - USS Rushmore, AO-14 LP-3  | Estats Units - USS Rushmore, AO-14 LP-3  | Estats Units - Força Aèria dels Estats Units d'Amèrica/Marina dels Estats Units d'Amèrica | Estats Units - Força Aèria dels Estats Units d'Amèrica/Marina dels Estats Units d'Amèrica |
| 4 de novembre 18:54  |                                                                                    | Força Aèria dels Estats Units d'Amèrica | Suborbital                               | Aeronomia                                | 4 de novembre                                                                             | Reeixit                                                                                   |
| 4 de novembre 18:54  | Apogeu: 162 km                                                                     |                                         |                                          |                                          |                                                                                           |                                                                                           |
| 5 de novembre 07:50  | Estats Units - Aerobee-150 (Hi)                                                    | Estats Units - Aerobee-150 (Hi)         | Canadà - Fort Churchill                  | Canadà - Fort Churchill                  | Estats Units - Marina dels Estats Units d'Amèrica                                         | Estats Units - Marina dels Estats Units d'Amèrica                                         |
| 5 de novembre 07:50  |                                                                                    | NRL                                     | Suborbital                               | Aurores                                  | 5 de novembre                                                                             | Error de llançament                                                                       |
| 5 de novembre        | Estats Units - X-17                                                                | Estats Units - X-17                     | Estats Units - Cape Canaveral LC-3       | Estats Units - Cape Canaveral LC-3       | Estats Units - Força Aèria dels Estats Units d'Amèrica                                    | Estats Units - Força Aèria dels Estats Units d'Amèrica                                    |
| 5 de novembre        |                                                                                    | Força Aèria dels Estats Units d'Amèrica | Suborbital                               | Prova de REV                             | 5 de novembre                                                                             | Reeixit                                                                                   |
| 5 de novembre        | Apogeu: 118 km                                                                     |                                         |                                          |                                          |                                                                                           |                                                                                           |
| 7 de novembre 15:02  | Estats Units - Nike-Cajun                                                          | Estats Units - Nike-Cajun               | Estats Units - USS Rushmore, AO-14 LP-4  | Estats Units - USS Rushmore, AO-14 LP-4  | Estats Units - Força Aèria dels Estats Units d'Amèrica/Marina dels Estats Units d'Amèrica | Estats Units - Força Aèria dels Estats Units d'Amèrica/Marina dels Estats Units d'Amèrica |
| 7 de novembre 15:02  |                                                                                    | Força Aèria dels Estats Units d'Amèrica | Suborbital                               | Aeronomia                                | 7 de novembre                                                                             | Reeixit                                                                                   |
| 7 de novembre 15:02  | Apogeu: 169 km                                                                     |                                         |                                          |                                          |                                                                                           |                                                                                           |
| 10 de novembre 15:17 | Estats Units - Nike-Cajun                                                          | Estats Units - Nike-Cajun               | Estats Units - USS Rushmore, AO-14 LP-5  | Estats Units - USS Rushmore, AO-14 LP-5  | Estats Units - Força Aèria dels Estats Units d'Amèrica/Marina dels Estats Units d'Amèrica | Estats Units - Força Aèria dels Estats Units d'Amèrica/Marina dels Estats Units d'Amèrica |
| 10 de novembre 15:17 |                                                                                    | Força Aèria dels Estats Units d'Amèrica | Suborbital                               | Aeronomia                                | 10 de novembre                                                                            | Reeixit                                                                                   |
| 10 de novembre 15:17 | Apogeu: 161 km                                                                     |                                         |                                          |                                          |                                                                                           |                                                                                           |
| 15 de novembre 19:32 | Estats Units - Aerobee-150 (Hi)                                                    | Estats Units - Aerobee-150 (Hi)         | Canadà - Fort Churchill                  | Canadà - Fort Churchill                  | Estats Units - Marina dels Estats Units d'Amèrica                                         | Estats Units - Marina dels Estats Units d'Amèrica                                         |
| 15 de novembre 19:32 |                                                                                    | NRL                                     | Suborbital                               | Ionosfèric                               | 15 de novembre                                                                            | Reeixit                                                                                   |
| 15 de novembre 19:32 | Apogeu: 129 km                                                                     |                                         |                                          |                                          |                                                                                           |                                                                                           |
| 16 de novembre       | Estats Units - X-17                                                                | Estats Units - X-17                     | Estats Units - Cape Canaveral LC-3       | Estats Units - Cape Canaveral LC-3       | Estats Units - Força Aèria dels Estats Units d'Amèrica                                    | Estats Units - Força Aèria dels Estats Units d'Amèrica                                    |
| 16 de novembre       |                                                                                    | Força Aèria dels Estats Units d'Amèrica | Suborbital                               | Prova de REV                             | 16 de novembre                                                                            | Reeixit                                                                                   |
| 16 de novembre       | Apogeu: 107 km                                                                     |                                         |                                          |                                          |                                                                                           |                                                                                           |
| 17 de novembre 16:48 | Estats Units - Aerobee-150 (Hi)                                                    | Estats Units - Aerobee-150 (Hi)         | Canadà - Fort Churchill                  | Canadà - Fort Churchill                  | Estats Units - Marina dels Estats Units d'Amèrica                                         | Estats Units - Marina dels Estats Units d'Amèrica                                         |
| 17 de novembre 16:48 |                                                                                    | NRL                                     | Suborbital                               | Aeronomia Solar                          | 17 de novembre                                                                            | Reeixit                                                                                   |
| 17 de novembre 16:48 | Apogeu: 209 km                                                                     |                                         |                                          |                                          |                                                                                           |                                                                                           |
| 21 de novembre 05:21 | Estats Units - Aerobee-150 (Hi)                                                    | Estats Units - Aerobee-150 (Hi)         | Canadà - Fort Churchill                  | Canadà - Fort Churchill                  | Estats Units - Marina dels Estats Units d'Amèrica                                         | Estats Units - Marina dels Estats Units d'Amèrica                                         |
| 21 de novembre 05:21 |                                                                                    | NRL                                     | Suborbital                               | Ionosfèric Auroral                       | 15 de novembre                                                                            | Reeixit                                                                                   |
| 21 de novembre 05:21 | Apogeu: 250 km                                                                     |                                         |                                          |                                          |                                                                                           |                                                                                           |
| 23 de novembre       | Estats Units - X-17                                                                | Estats Units - X-17                     | Estats Units - Cape Canaveral LC-3       | Estats Units - Cape Canaveral LC-3       | Estats Units - Força Aèria dels Estats Units d'Amèrica                                    | Estats Units - Força Aèria dels Estats Units d'Amèrica                                    |
| 23 de novembre       |                                                                                    | Força Aèria dels Estats Units d'Amèrica | Suborbital                               | Prova de REV                             | 23 de novembre                                                                            | Reeixit                                                                                   |
| 23 de novembre       | Apogeu: 143 km                                                                     |                                         |                                          |                                          |                                                                                           |                                                                                           |
| Desembre             |                                                                                    |                                         |                                          |                                          |                                                                                           |                                                                                           |
| 3 de desembre        | Estats Units - X-17                                                                | Estats Units - X-17                     | Estats Units - Cape Canaveral LC-3       | Estats Units - Cape Canaveral LC-3       | Estats Units - Força Aèria dels Estats Units d'Amèrica                                    | Estats Units - Força Aèria dels Estats Units d'Amèrica                                    |
| 3 de desembre        |                                                                                    | Força Aèria dels Estats Units d'Amèrica | Suborbital                               | Prova de REV                             | 3 de desembre                                                                             | Reeixit                                                                                   |
| 3 de desembre        | Apogeu: 125 km                                                                     |                                         |                                          |                                          |                                                                                           |                                                                                           |
| 8 de desembre 06:03  | Estats Units - Viking                                                              | Estats Units - Viking                   | Estats Units - Cape Canaveral LC-18A     | Estats Units - Cape Canaveral LC-18A     | Estats Units - Marina dels Estats Units d'Amèrica                                         | Estats Units - Marina dels Estats Units d'Amèrica                                         |
| 8 de desembre 06:03  |                                                                                    | ABMA                                    | Suborbital                               | Prova de REV                             | 8 de desembre                                                                             | Reeixit                                                                                   |
| 8 de desembre 06:03  | Apogeu: 203.5 km                                                                   |                                         |                                          |                                          |                                                                                           |                                                                                           |
| 11 de desembre       | Estats Units - X-17                                                                | Estats Units - X-17                     | Estats Units - Cape Canaveral LC-3       | Estats Units - Cape Canaveral LC-3       | Estats Units - Força Aèria dels Estats Units d'Amèrica                                    | Estats Units - Força Aèria dels Estats Units d'Amèrica                                    |
| 11 de desembre       |                                                                                    | Força Aèria dels Estats Units d'Amèrica | Suborbital                               | Prova de REV                             | 11 de desembre                                                                            | Reeixit                                                                                   |
| 11 de desembre       | Apogeu: 144 km                                                                     |                                         |                                          |                                          |                                                                                           |                                                                                           |
| 13 de desembre 21:44 | Estats Units - Aerobee-150 (Hi)                                                    | Estats Units - Aerobee-150 (Hi)         | Estats Units - Holloman LC-A             | Estats Units - Holloman LC-A             | Estats Units - Força Aèria dels Estats Units d'Amèrica                                    | Estats Units - Força Aèria dels Estats Units d'Amèrica                                    |
| 13 de desembre 21:44 |                                                                                    | Força Aèria dels Estats Units d'Amèrica | Suborbital                               | Vol de proves                            | 13 de desembre                                                                            | Reeixit                                                                                   |
| 13 de desembre 21:44 | Apogeu: 193 km                                                                     |                                         |                                          |                                          |                                                                                           |                                                                                           |
| 20 de desembre       | Alemanya - Unió Soviètica - A-1                                                    | Alemanya - Unió Soviètica - A-1         | Unió Soviètica - Kapustin Iar            | Unió Soviètica - Kapustin Iar            | Unió Soviètica - OKB-1                                                                    | Unió Soviètica - OKB-1                                                                    |
| 20 de desembre       |                                                                                    | MVS                                     | Suborbital                               | Ionosfèric                               | 20 de desembre                                                                            | Reeixit                                                                                   |
| 20 de desembre       | Apogeu: 100 km                                                                     |                                         |                                          |                                          |                                                                                           |                                                                                           |
| 26 de desembre       | Unió Soviètica - R-11FM Zemlya                                                     | Unió Soviètica - R-11FM Zemlya          | Unió Soviètica - B-67, Beloye More       | Unió Soviètica - B-67, Beloye More       | Unió Soviètica - OKB-1                                                                    | Unió Soviètica - OKB-1                                                                    |
| 26 de desembre       |                                                                                    | OKB-1                                   | Suborbital                               | Prova de míssils                         | 26 de desembre                                                                            | Reeixit                                                                                   |
| 26 de desembre       | Apogeu: 150 km                                                                     |                                         |                                          |                                          |                                                                                           |                                                                                           |